# 堺市立新金岡小学校
堺市立新金岡小学校（さかいしりつ しんかなおか しょうがっこう）は、大阪府堺市北区にある公立小学校。
新金岡団地の開発に伴い、1966年に開校した。

## 沿革
- 1966年4月2日 - 堺市立新金岡小学校として開校。堺市立金岡中学校・堺市立五箇荘小学校の2ヶ所に仮校舎を設置して授業をおこなう。
- 1966年5月15日 - 現在地に校舎完成、移転。
- 1966年9月12日 - 学校給食を開始。
- 1966年11月21日 - 開校式を実施。この日を創立記念日とする。
- 1980年4月1日 - 堺市立新金岡東小学校が分離開校。

## 通学区域
- 堺市北区 新金岡町1丁（一部）、新金岡町2丁、長曽根町（中央環状線以北の地域）。

卒業生は堺市立金岡北中学校に進学する。

## 交通
- Osaka Metro御堂筋線 新金岡駅 西へ約400m。